# Никольское (Базарно-Карабулакский район)
 Никольское — село в Базарно-Карабулакском районе Саратовской области в составе сельского поселения Старобурасское муниципальное образование.

## География
Находится на расстоянии примерно 19 километров по прямой на запад-северо-запад от районного центра поселка Базарный Карабулак.

## История
Официальная дата основания 1702 год.

## Население
Постоянное население составляло 35 человек в 2002 году (русские 57%, армяне 34%) , 15 в 2010.